# Grand Prix Formule 1 van Italië 1979
De Grand Prix Formule 1 van Italië 1979 werd gehouden op 14 september 1979 op Monza.

## Verslag

### Kwalificatie
Renault maakte de verwachtingen waar en Jean-Pierre Jabouille en René Arnoux vulden de eerste startrij volledig in. Hierachter stonden Jody Scheckter, Alan Jones, Gilles Villeneuve en Clay Regazzoni. De top-10 werd vervolledigd door Jacques Laffite, Nelson Piquet, Niki Lauda en Mario Andretti.

### Race
De Renaults maakten allebei een trage start, waardoor Scheckter de leiding kon nemen voor Arnoux. Villeneuve pakte de derde plaats, terwijl Laffite een goede start maakte en de vierde plaats overnam. Jones viel terug naar achteren. In de tweede ronde slaagde Arnoux erin om opnieuw voorbij Scheckter te gaan en de volgende ronden reden de eerste vijf wagens op een zakdoek, terwijl Regazzoni eenzaam op de zesde plaats reed. Arnoux kreeg echter motorproblemen en moest opgeven, waardoor Scheckter opnieuw eerste reed. Ook Jabouille en Laffite moesten opgeven met motorproblemen, waardoor Regazzoni op de derde plaats kwam te liggen. De Ferrari's werden eerste en tweede, voor de Zwitser in de Williams. De top-zes werd volgemaakt door Lauda, Mario Andretti en Jean-Pierre Jarier. Met deze zege pakte Scheckter ook de wereldtitel.

## Uitslag
| Positie | Nummer | Rijder                | Team               | Ronden | Tijd/Opgave | Startplaats | Punten |
| ------- | ------ | --------------------- | ------------------ | ------ | ----------- | ----------- | ------ |
| 1       | 11     | Jody Scheckter        | Ferrari            | 50     | 1:22:00.22  | 3           | 9      |
| 2       | 12     | Gilles Villeneuve     | Ferrari            | 50     | +0,46 s     | 5           | 6      |
| 3       | 28     | Clay Regazzoni        | Williams-Ford      | 50     | +4,78 s     | 6           | 4      |
| 4       | 5      | Niki Lauda            | Brabham-Alfa Romeo | 50     | +54,40 s    | 9           | 3      |
| 5       | 1      | Mario Andretti        | Lotus-Ford         | 50     | +59,70 s    | 10          | 2      |
| 6       | 4      | Jean-Pierre Jarier    | Tyrrell-Ford       | 50     | +1:01.55    | 16          | 1      |
| 7       | 2      | Carlos Reutemann      | Lotus-Ford         | 50     | +1:24.14    | 13          |        |
| 8       | 14     | Emerson Fittipaldi    | Fittpaldi-Ford     | 49     | +1 Ronde    | 20          |        |
| 9       | 27     | Alan Jones            | Williams-Ford      | 49     | +1 Ronde    | 4           |        |
| 10      | 3      | Didier Pironi         | Tyrrell-Ford       | 49     | +1 Ronde    | 12          |        |
| 11      | 9      | Hans Joachim Stuck    | ATS-Ford           | 49     | +1 Ronde    | 15          |        |
| 12      | 36     | Vittorio Brambilla    | Alfa Romeo         | 49     | +1 Ronde    | 22          |        |
| 13      | 29     | Riccardo Patrese      | Arrows-Ford        | 47     | +3 Rondes   | 17          |        |
| 14      | 15     | Jean-Pierre Jabouille | Renault            | 45     | Motor       | 1           |        |
| DNF     | 26     | Jacques Laffite       | Ligier-Ford        | 41     | Motor       | 7           |        |
| DNF     | 20     | Keke Rosberg          | Wolf-Ford          | 41     | Motor       | 23          |        |
| DNF     | 25     | Jacky Ickx            | Ligier-Ford        | 40     | Motor       | 11          |        |
| DNF     | 18     | Elio de Angelis       | Shadow-Ford        | 33     | Koppeling   | 24          |        |
| DNF     | 35     | Bruno Giacomelli      | Alfa Romeo         | 28     | Spin        | 18          |        |
| DNF     | 16     | René Arnoux           | Renault            | 13     | Motor       | 2           |        |
| DNF     | 7      | John Watson           | McLaren-Ford       | 13     | Ongeluk     | 19          |        |
| DNF     | 8      | Patrick Tambay        | McLaren-Ford       | 3      | Motor       | 14          |        |
| DNF     | 30     | Jochen Mass           | Arrows-Ford        | 3      | Ophanging   | 21          |        |
| DNF     | 6      | Nelson Piquet         | Brabham-Alfa Romeo | 1      | Ongeluk     | 8           |        |
| DNQ     | 17     | Jan Lammers           | Shadow-Ford        |        |             |             |        |
| DNQ     | 22     | Marc Surer            | Ensign-Ford        |        |             |             |        |
| DNQ     | 24     | Arturo Merzario       | Merzario-Ford      |        |             |             |        |
| DNQ     | 31     | Héctor Rebaque        | Rebaque-Ford       |        |             |             |        |

## Statistieken
| Pole-position | Jean-Pierre Jabouille | Renault       | 1:34.580 |
| Snelste ronde | Clay Regazzoni        | Williams-Ford | 1:35.60  |

## Noot
- Dit was het debuut van de Zwitserse coureur Marc Surer.
- Eerste rondes als raceleider voor René Arnoux.
- Tiende Grand Prix-winst voor Jody Scheckter en voor een Zuid-Afrikaanse coureur.

1921 · 1922 · 1923 · 1924 · 1925 · 1926 · 1927 · 1928 · 1931 · 1932 · 1933 · 1934 · 1935 · 1936 · 1937 · 1938 · 1947 · 1948 · 1949 · 1950 · 1951 · 1952 · 1953 · 1954 · 1955 · 1956 · 1957 · 1958 · 1959 · 1960 · 1961 · 1962 · 1963 · 1964 · 1965 · 1966 · 1967 · 1968 · 1969 · 1970 · 1971 · 1972 · 1973 · 1974 · 1975 · 1976 · 1977 · 1978 · 1979 · 1980 · 1981 · 1982 · 1983 · 1984 · 1985 · 1986 · 1987 · 1988 · 1989 · 1990 · 1991 · 1992 · 1993 · 1994 · 1995 · 1996 · 1997 · 1998 · 1999 · 2000 · 2001 · 2002 · 2003 · 2004 · 2005 · 2006 · 2007 · 2008 · 2009 · 2010 · 2011 · 2012 · 2013 · 2014 · 2015 · 2016 · 2017 · 2018 · 2019 · 2020 · 2021 · 2022 · 2023 · 2024 · 2025